# Масахуду Альхассан
Масахуду́ Альхасса́н (англ. Masahudu Alhassan; нар. 1 грудня 1992 року, Тарква, Гана) — ганський футболіст. Захисник та півзахисник збірної Гани та італійської «Дженоа».